# Liste von Vornamen/Y
Diese Unterseite der Liste von Vornamen enthält Vornamen, die mit dem Buchstaben Y beginnen.
Männliche Vornamen sind mit dem Symbol ♂ und weibliche Vornamen mit dem Symbol ♀ markiert.

## Ya
Yacine ♂,
Yael ♀,
Yaghoot ♀,
Yağmur ♀♂,
Yago ♂,
Yahya ♂,
Yakov ♂,
Yakup ♂,
Yakut ♂♀,
Yalçın ♂,
Yaman ♂,
Yanar ♂,
Yanık ♂,
Yann ♂,
Yannick ♂,
Yanti ♀,
Yara ♀,
Yaşar ♂♀,
Yasemen ♀,
Yasemin ♀,
Yasin ♂,
Yasir ♂,
Yasmani ♂, 
Yasmine ♀,
Yassin ♂,
Yassine ♂,
Yavaş ♂,
Yavuz ♂,
Yaya ♂,
Yazar ♂,
Yazid ♂,

## Ye
Yeardley ♀,
Yecla ♀,
Yeheskel ♀, 
Yehuda ♂,
Yekta ♂♀,
Yeliz ♀,
Yener ♂♀,
Yente ♀,
Yervand ♂,
Yervant ♂,
Yeşim ♀,
Yeter ♂♀,

## Yi–Yn
Yiannis ♂, 
Yiğit ♂,
Yiğitcan ♂,
Yıldıray ♂,
Yıldırım ♂,
Yıldız ♀,
Yılmaz ♂,
Ylber ♂, 
Ylbere ♀, 
Ylli ♂, 
Yllka ♀, 
Ylva ♀,
Ylvi ♀,
Yngve ♂,

## Yo
Yoko ♀, 
Yola ♀,
Yolanda ♀,
Yolande ♀,
Yolandi ♀,
Yolanthe ♀,
Yolcu ♂,
Yonata ♀,
Yonca ♀,
Yonit ♀,
Yoram ♂,
Yorick ♂,
Yoriko ♀,
Yörük ♂,
Youness ♂,
Youssef ♂,
Yoshua ♂

## Yr–Yv
Yrjö ♂,
Yüce ♂♀,
Yücel ♂♀,
Yukio ♂, 
Yüksel ♂♀,
Yul ♂,
Yuna ♀, 
Yunis ♂,
Yunus ♂,
Yuri ♂♀,
Yusuf ♂,
Yuval ♂,
Yves ♂,
Yvette ♀,
Yvon ♂,
Yvonne ♀,Yvan